# Лауреаты Премии Правительства Российской Федерации в области образования (2018)
 Лауреаты Премии Правительства Российской Федерации в области образования 2018 года — перечень награждённых правительственной наградой Российской Федерации, присужденной за достижения в образовательной деятельности. Среди лауреатов — член-корреспондент Российской академии архитектуры и строительных наук, девять докторов наук, шесть кандидатов наук, девять профессоров, три доцента.
Лауреатами премий в 2018 году стали 20 соискателей. Премии присуждены за научно-практическую разработку в области технологии инженерного обучения по направлению цифровой экономики «умный город», учебники по информационному праву, основам эксплуатации специальных электромеханических систем, учебное пособие по технологии переработки нефти, а также за разработку системы подготовки победителей международных олимпиад школьников по естественным наукам.
Лауреаты определены Распоряжением от 5 декабря 2018 года № 2696-р на основании решения Межведомственного совета по присуждению премий Правительства в области образования.
21 февраля 2019 в Доме Правительства состоялось церемония вручения премий Правительства России 2018 года в области образования. Награждение лауреатов провела Заместитель Председателя Правительства Татьяна Голикова. Также в мероприятии приняли участие Министр просвещения Ольга Васильева и Министр науки и высшего образования Михаил Котюков.

## О Премии
Постановлением Правительства от 28 августа 2013 года № 744 с 1 января 2014 года учреждены 10 ежегодных премий Правительства России в области образования в размере 2 млн рублей каждая.

## Лауреаты и другая информация
1. Волкову Андрею Анатольевичу, члену-корреспонденту Российской академии архитектуры и строительных наук, ректору федерального государственного бюджетного образовательного учреждения высшего образования «Национальный исследовательский Московский государственный строительный университет», Гинзбургу Александру Витальевичу, заведующему кафедрой, Королеву Евгению Валерьевичу, проректору, докторам технических наук, профессорам, Челышкову Павлу Дмитриевичу, кандидату технических наук, заведующему кафедрой, — работникам того же учреждения; Седову Артему Владимировичу, кандидату технических наук, генеральному директору общества с ограниченной ответственностью «Большая Тройка», — за научно-практическую разработку "Эффективная технология инженерного обучения по направлению цифровой экономики «умный город» на основе инновационного комплекса «лаборатория — кампус».
2. Бачило Илларии Лаврентьевне, доктору юридических наук, профессору (посмертно), — за учебник «Информационное право».
3. Капустину Владимиру Михайловичу, заведующему кафедрой федерального государственного автономного образовательного учреждения высшего образования «Российский государственный университет нефти и газа (национальный исследовательский университет) имени И. М. Губкина», Гурееву Алексею Андреевичу, профессору кафедры, докторам технических наук, Тонконогову Борису Петровичу, доктору химических наук, декану факультета, заведующему кафедрой, профессорам, — работникам того же учреждения; Глаголевой Ольге Федоровне, доктору технических наук, профессору, ведущему специалисту акционерного общества «Всероссийский научно-исследовательский институт по переработке нефти»; Фуксу Игорю Григорьевичу, доктору технических наук, профессору (посмертно), — за учебное пособие «Технология переработки нефти».
4. Соболеву Юрию Александровичу, кандидату военных наук, заместителю начальника кафедры федерального государственного казенного военного образовательного учреждения высшего образования «Михайловская военная артиллерийская академия» Министерства обороны Российской Федерации, Угревскому Сергею Владимировичу, кандидату технических наук, старшему преподавателю кафедры, доцентам, Соколову Валерию Валерьевичу, заместителю начальника кафедры, Чичкову Алексею Николаевичу, преподавателю кафедры, — работникам того же учреждения, — за учебник «Основы эксплуатации и использования специальных электромеханических систем» («Боевая работа и эксплуатация ракетных комплексов»).
5. Воронову Артёму Анатольевичу, кандидату физико-математических наук, проректору федерального государственного автономного образовательного учреждения высшего образования «Московский физико-технический институт (государственный университет)», Киселеву Александру Михайловичу, ведущему инженеру, — работнику того же учреждения; Киселёву Игорю Александровичу, учителю государственного бюджетного общеобразовательного учреждения города Москвы «Школа N 192»; Снигиревой Елене Михайловне, кандидату химических наук, учителю государственного общеобразовательного бюджетного учреждения «Московская областная общеобразовательная школа-интернат естественно-математической направленности» имени П. Л. Капицы, доценту; Шевченко Виталию Андреевичу, заместителю генерального директора Благотворительного фонда развития инновационного образования в области естественных наук, — за систему подготовки «Система подготовки победителей международных олимпиад школьников (по естественным наукам)».